# Любовь и монстры
«Любовь и монстры» — десятая серия второго сезона сериала «Доктор Кто». Премьера серии состоялась 17 июня 2007 года на канале BBC One.

## Сюжет
ЛИНДА — группа людей, ищущих встречи с Доктором. Но среди них есть тот, чьи намерения вовсе не доброжелательны. 